# Balls (album)
Pour les articles homonymes, voir Ball.
Albums de Sparks
Plagiarism
(1997) Lil' Beethoven
(2002)
Singles
1. More than a Sex Machine
Sortie : septembre 1999
2. The Calm Before the Storm
Sortie : août 2000

Balls est le dix-huitième album du groupe américain de rock Sparks. Il est sorti en 2000 sur le label Oglio Records (en).

## Histoire
La chanson It's a Knockoff figure dans le générique de fin du film Piège à Hong Kong (Knock Off) de Tsui Hark, pour lequel elle a été écrite.

## Fiche technique

### Chansons
Toutes les chansons sont écrites et composées par Ron Mael et Russell Mael.
| No  | Titre                      | Durée |
| --- | -------------------------- | ----- |
| 1.  | Balls                      | 4:24  |
| 2.  | More than a Sex Machine    | 5:04  |
| 3.  | Scheherazade               | 4:29  |
| 4.  | Aeroflot                   | 4:28  |
| 5.  | The Calm Before the Storm  | 4:03  |
| 6.  | How to Get Your Ass Kicked | 4:19  |
| 7.  | Bullet Train               | 4:20  |
| 8.  | It's a Knockoff            | 3:42  |
| 9.  | Irreplaceable              | 5:06  |
| 10. | It's Educational           | 4:02  |
| 11. | The Angels                 | 4:48  |

### Musiciens
- Russell Mael : chant
- Ron Mael : claviers, programmation
- Tammy Glover : batterie
- Aksinja Berger : voix sur Aeroflot
- Amelia Cone : voix sur Scheherazade

### Équipe de production
- Russell Mael : production
- Ron Mael : production
- John Thomas : ingénieur du son, mixage